# Concili IV de Constantinoble
El Concili IV de Constantinoble fou el vuitè concili ecumènic (869-870), convocat per l'emperador Basili I el Macedoni i el papa Adrià II, que rehabilità el patriarca Ignasi de Constantinoble i condemnà el patriarca Foci I de Constantinoble.
El Concili fou convocat per tal d'asserenar els ànims a l'Imperi Romà d'Orient per les seqüeles de l'iconoclasme i l'actitud de Foci de Constantinoble, el darrer patriarca destituït per l'emperador Basili amb suport de l'Església catòlica romana. El papa Adrià II no va poder assistir al concili i en el seu lloc va enviar com llegats a Marí el Diaca, als bisbes Donat d'Òstia i Esteban de Nepi.
No se'n conserven les actes gregues, sinó només una versió llatina d'Anastasi el Bibliotecari. L'Església Ortodoxa no ha reconegut mai l'ecumenicitat d'aquest sínode i ha clos el nombre de concilis ecumènics amb els set primers.
El concili va començar les seves sessions el 5 d'octubre de 869 a l'església de Santa Sofia i es va clausurar el 28 de febrer de 870. Al principi no va comptar amb molts assistents, però en les últimes sessions van assistir al voltant de cent bisbes. Els patriarques d'Antioquia i Jerusalem van enviar els seus representants, i en la sessió novena també es va presentar un representant del patriarca d'Alexandria. L'objecte principal dels debats conciliars es va centrar en el procés contra Foci i els seus seguidors.
Durant el període que durà el concili es van celebrar un total de deu sessions. A la primera sessió es va proclamar l'anomenat libellus satisfactionis, que contenia la professió de la primacia del bisbe de Roma, la condemna de l'iconoclasme i dels errors de Foci. A les sessions cinquena i setena va estar present Foci, però es va negar a reconèixer la seva culpabilitat. L'última sessió va tenir una especial solemnitat per l'assistència de l'emperador Basili i el seu fill Constantí, així com els llegats del rei de Bulgària i de l'emperador d'Occident Lluís II d'Itàlia (855-875). S'hi van promulgar una professió de fe i vint cànons. Aquests cànons tenien la intenció d'evitar que es repetissin els incidents al voltant de Foci, i van tornar a confirmar la legitimitat del culte a les imatges (cànon 3). Crida l'atenció el cànon 21, que estableix l'ordre de precedència dels cinc patriarques: en primer lloc el papa de Roma, després el patriarca de Constantinoble, el patriarca d'Alexandria, el patriarca d'Antioquia i el patriarca de Jerusalem.